# 阿格斯维尔 (北达科他州)
阿格斯维尔（英語：Argusville），是美国北达科他州下属的一座城市。根据2010年美国人口普查，该市有人口475人。2011年估计该市有人口485人，相对于2010年，增长率为2.11%。